# Papendorf (powiat Vorpommern-Greifswald)
Papendorf (pol. hist. Będzieszyn) – gmina w Niemczech, wchodząca w skład  Związku Gmin Uecker-Randow-Tal w powiecie Vorpommern-Greifswald, w kraju związkowym Meklemburgia-Pomorze Przednie.